# 元朗商會小學
元朗商會小學（英語：Yuen Long Merchants Association Primary School），英語舊名Yuen Long Chamber of Commerce Primary School，是香港的一所小學，位於新界元朗青山公路244號，與元朗商會中學比鄰。該學校由元朗商會集資籌辦成立。原先位於大旗嶺的校舍是臨時校舍。

## 歷史
元朗商會小學的籌建始於1947年，於1953年開幕。1980年代，興建助學堂前，該位置曾是一個水池（2004年在助學堂建了4個課室，興建原因是因為舊校舍清拆重建，原有校舍不敷應用）。1999年，樓高4層的新校舍啟用，大樓地下為郭大城紀念堂；2004年，使用了51年的舊校舍分批清拆重建，在2007年9月17日啟用。
現任校長為李德彩女士。

## 校訓
元朗商會小學校訓為「勤儉愛誠」。
於1956年3月定立

## 開設科目
該校主要教授以下科目：
- 中文
- 英文
- 數學
- 常識
- 普通話
- 電腦
- 音樂
- 體育
- 視藝

## 著名/傑出校友
- 陳嘉桓：香港女演員、拳擊手[1]
- 鄧青雲：美國物理學家（1959年小六）[2]
- 陳煒：香港女藝人
- 彭詢元：前懲教署署長（1963年小六）[3]
- 蘇文濤：香港男演員，因主演2024年香港電影《爸爸》而嶄露頭角，並憑該片獲頒第43屆香港電影金像獎最佳新演員。

## 外部連結
- 元朗商會小學